# マックス・ブレナー

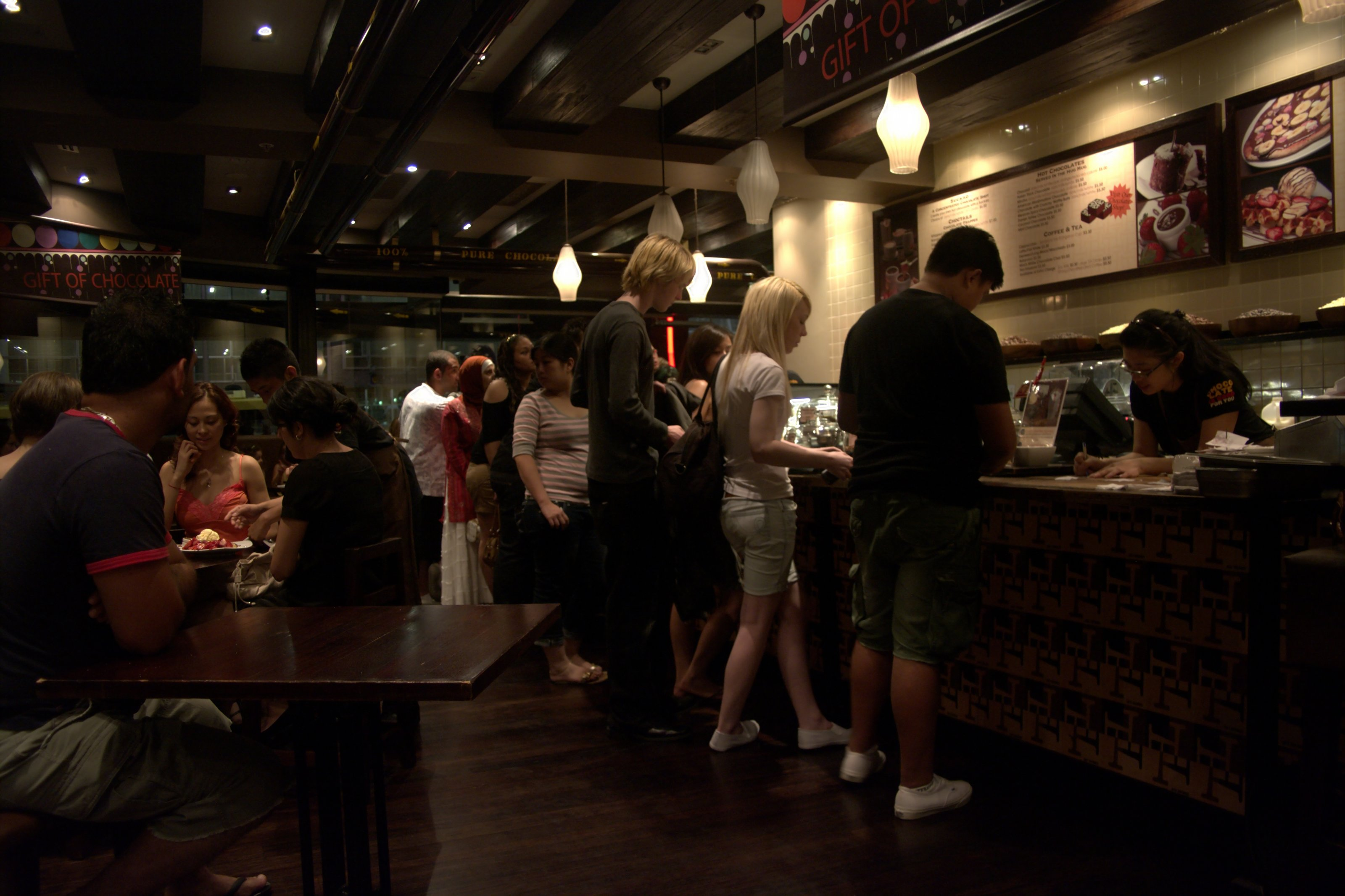
マックス・ブレナーの店舗内の例（パラマタ店）

マックス・ブレナー（Max Brenner）は、イスラエルのチョコレート・チェーン。

## 概要
オーストラリア、イスラエル、アメリカ合衆国、フィリピン、シンガポールに店舗を展開している。店舗のレイアウトは一般的なカフェに似ているが、販売はチョコレートを用いた飲料とデザートに特化している。メニューは国、店舗によって若干異なる。フォンデュ、ワッフル、クッキーなどは共通して販売される。イスラエルとコスタリカでは、マックス・ブレナーのブランドによる商品が売店やキオスクなどでも販売されている。

## 歴史
マックス・ブレナーは1996年にイスラエル・ラアナナで、Max FichtmanとOded Brennerによって創業された。現実にマックス・ブレナーという人物が存在するわけではないが、Oded Brennerがマックス・ブレナーと間違われることが多い。Max Fichtmanは既にマックス・ブレナー・チェーンへの関与を辞めている。2001年、マックス・ブレナーはイスラエル最大の食品メーカー「シュトラウス・グループ」の一部として編入した。

## 日本国内の展開
トランジェットジェネラルオフィスの100％子会社トランジットチョコレートサプライがMAX BRENNERとパートナー契約し日本での店舗運営をしている。
- 1号店：表参道ヒルズ店(2013年11月30日オープン)
- 2号店：東京ソラマチ店(2013年12月30日オープン)
- 3号店：広尾プラザ店(2014年12月13日オープン)
- 4号店：ルクア1100店(2015年4月2日オープン)

日本の店舗は全て閉店。